# Palystes spiralis
Palystes spiralis är en spindel som beskrevs 1907 av Embrik Strand. Arten ingår i släktet Palystes och familjen jättekrabbspindlar. Artens förekommer på Madagaskar och inga underarter finns listade i Catalogue of Life.